# Dasyhesma baeckea
Dasyhesma baeckea là một loài Hymenoptera trong họ Colletidae. Loài này được Exley mô tả khoa học năm 2004.